# Die Zeit der Schuldlosen
Die Zeit der Schuldlosen ist ein deutscher Spielfilm aus dem Jahre 1964. Der Film entstand nach dem fast gleichnamigen Schauspiel Zeit der Schuldlosen von Siegfried Lenz, das am 19. Juni 1961 am Deutschen Schauspielhaus Hamburg unter der Regie von Peter Gorski uraufgeführt worden war. Lenz arbeitete auch am Drehbuch mit. Für Regisseur Thomas Fantl war es der Debütfilm.

## Handlung
Der Film spielt in einem Land, das unter einer Diktatur leidet. Eine Gruppe von Widerstandskämpfern plant und führt ein Attentat auf den Diktator aus. Das Attentat misslingt jedoch und einer der Gruppe wird verhaftet. Die Schergen wissen, dass er nicht allein gehandelt haben kann und foltern ihn. Der Druck auf den Gefangenen wird erhöht, als der Diktator neun Unschuldige verhaften lässt und mit ihm in eine Zelle sperrt. Sie sollen alles dafür tun, um die Namen der Mitverschwörer aus ihm herauszupressen, erst dann würden sie wieder freigelassen. Die Methoden gehen von Folterung bis zu gutem Zureden, doch der Gefangene hält dicht. Schließlich töten sie den Gefangenen und werden aus dem Gefängnis entlassen.
Jahre später ist die Diktatur zusammengebrochen und das Land wieder frei. Der Mord an dem Widerstandskämpfer ist jedoch nicht vergessen. Die neun Männer kommen vor Gericht. Keiner bekennt sich zum Mord, stattdessen versuchen sie alles auf ein gemeinsames Handeln zu schieben und haben dafür moralische Entschuldigungen. Der Prozess kommt erst zu einem Ergebnis, als der am wenigsten Intelligente sich der Tat für schuldig bekennt. Das Ergebnis hat nur einen Fehler: dieser Mann hat den Mord gar nicht begangen.

## Kritiken
„Das zeitkritische Gedankenspiel von Siegfried Lenz über die objektive und subjektive Schuld des einzelnen in einer wechselnden Macht- und Moralgesetzen unterworfenen Gemeinschaft. Neun untadelige Bürger sollen in einem totalitären Regime einen Attentäter zum Verrat seiner Komplizen bewegen. Einer ermordet den Attentäter; vier Jahre später müssen sie sich alle verantworten. Der Hang zur grüblerischen Didaktik, der schon der Hörspiel- und Bühnenvorlage anhaftete, und der Mangel an gedanklicher Klarheit werden durch die verfehlte optische Umsetzung noch verstärkt.“

## Auszeichnungen
Der Film nahm am Wettbewerb der Berlinale 1964 teil, wo er am 30. Juni 1964 uraufgeführt wurde. Bei der Vergabe des Jugendfilmpreises des Festivals erhielt er eine lobende Erwähnung.